# マジャーン・シャキ
マジャーン・シャキ（Marjan Shaki, 1980年10月7日 - ）は、オーストリアのウィーンを中心に活動するミュージカル女優、歌手。
『ロミオとジュリエット』のジュリエット、『ダンス・オブ・ヴァンパイア』のサラなどで知られる。2007年の『ウィーン版エリザベート』来日公演にアンサンブルの1人として出演して以降、日本でもコンサート活動を行う。

## 経歴
ドイツのハンブルク出身。父親は政治学者、コンサルタントおよび出版業を営むビョルン・ペツォールト (Björn Pätzoldt)、母親はイラン出身の作家のTorkan。
ハンブルクのステージ・オブ・ミュージック・ダンス・ドラマにおいてダンスを学んだ。
2001年、シュトゥットガルトでの『ダンス・オブ・ヴァンパイア』サラ役で初舞台。
2002年、ウィーン、ライムント劇場での『ウェイク・アップ』世界初演でロザンナ役を演じる。
2004年、ボーゼン劇場協会の『エビータ』のミストレス役を演じる。
2005年、フランス発のミュージカル『ロミオとジュリエット』のウィーン初演でジュリエット役を演じ、ロミオ役のルカス・ペルマンと共に大成功を収める。
2007年、『ウィーン版エリザベート』来日公演にアンサンブルの1人として参加。エリザベートの姉ヘレーネ役などを演じる。以降、年1回程度は来日コンサートに出演するようになる。『エリザベート』終演後、東京にて『ルカス・ペルマン×中川晃教ジョイントコンサート』に出演。当初、大阪公演にも出演予定であったが、大阪公演は病気のために不参加となった。
2008年2月、『ルカス・ペルマン＋マジャーン・シャキ　スペシャルライブ』をルカス・ペルマンと共にビルボードライブ大阪にて行う。5月には、ウィーン版エリザベート招聘1周年記念『ウィーン・ミュージカル・コンサート』に出演。
2009年、『Super Live Vol.2 LOVE LEGEND』にルカス・ペルマン、マテ・カマラスらと共に出演。9月からは、ローナッハ劇場での『ダンス・オブ・ヴァンパイア』ウィーン再演にてサラ役を演じる。
2012年、ルカス・ペルマンとデュオMarjan Und Lukasとしてアルバム『Luft Und Liebe』を発表。今後は活動の場をミュージカルからスタジオに移すとも語っている。

## 人物
- 幼少期にスペインに住んでいたことがあり、スペイン語を話すことができる。そのほか、英語はもちろんのこと、来日コンサートにて上手な日本語も披露している。
- 大福など餅類が好物で、来日公演の際、食べ過ぎて衣装が入らなくなってしまったことがある。